# Hegefischerei
Unter Hegefischen versteht man das gezielte Befischen eines Gewässers. 
Dabei kann entweder ein regelrechtes Abfischen gemeint sein, oder aber auch das gezielte Entnehmen von einzelnen Fischarten, obwohl sie unter normalen Umständen z. B. aufgrund mangelhafter Qualität zur Verwendung als Nahrung wieder zurückgesetzt würden.
Hegefischen ist eine der Maßnahmen gegen die Verbuttung eines Gewässers. Verbuttet beispielsweise ein Gewässer mit Barschen, neigen diese nach kurzer Zeit zur Kleinwüchsigkeit. 